# Karana sharira
Karana sharira  (IAST:kāraṇaśarīra, devanāgarī : कारणशरीर) ; composé des mots en sanskrit selon IAST kāraṇa qui signifie « cause » et śarīra qui veut dire « corps humain » ou « personne ») est un terme sanskrit et un concept de la philosophie hindoue qui désigne le niveau le plus subtil de l'individualité humaine (jīva). Selon la philosophie du vedānta ce terme correspond à l'enveloppe ou le fourreau (kośa) appelé ānandamayakośa de la Taittirīya Upaniṣad et qui est fait de félicité et de joie. Dans la philosophie de l'Advaita Vedānta, cette enveloppe aussi ténue soit-elle constitue le dernier degré d'asservissement ou d'ignorance (avidyā) qui éloignent par identification l'individu (jīva) de sa nature réelle qui est pure conscience d'être ou le pur je suis (ātman).